# Charlie Chan à Reno

Charlie Chan à Reno (Charlie Chan in Reno) est un film américain réalisé par Norman Foster en 1939, mettant en vedette Sidney Toler dans le rôle du détective fictif américano-chinois Charlie Chan, basé sur une histoire originale de Death Makes a Decree de Philip Wylie.

## Synopsis
Mary Whitman, venue à Reno pour obtenir le divorce, est arrêtée car soupçonnée d’avoir assassiné un autre hôte de son hôtel (spécialisé dans les couples en instance de divorce).
Beaucoup d'autres à l'hôtel voulaient la mort de la victime. Charlie Chan se rend de son domicile à Honolulu à Reno pour résoudre le meurtre à la demande du futur ex-mari de Mary.

## Fiche technique
- Affiche : Joseph Koutachy (France)

## Distribution
- Sidney Toler : Charlie Chan
- Victor Sen Yung : Jimmy Chan
- Ricardo Cortez : Dr. Ainsley
- Phyllis Brooks : Vivian Wells
- Slim Summerville : le shérif Tombstone Fletcher
- Kane Richmond : Curtis Whitman
- Pauline Moore : Mary Whitman
- Iris Wong : Choy Wong
- Eddie Collins : chauffeur de taxi
- Robert Lowery : Walter Burke
- Charles D. Brown : chef de la police
- Louise Henry : Jeanne Bently
- Morgan Conway : George Bently